# المجلاد
المجلاد اسم يلقب في الأشياءالعظيمة وهي كلمة مرادفها كلمة جلاد وهو الشخص العادل بين الناس ماسك العصا معاقب الناس وكانت كلمة المجلاد في القرون القديمة تستخدم في الجيش وتطلق على الجندي الذي يقتل الكثير من العداء.